# TZ Большого Пса
TZ Большого Пса (лат. TZ Canis Majoris) — двойная затменная переменная звезда типа Алголя (EA) в созвездии Большого Пса на расстоянии приблизительно 1988 световых лет (около 610 парсеков) от Солнца. Видимая звёздная величина звезды — от +10,56m до +10,02m. Орбитальный период — около 3,8229 суток.

## Характеристики
Первый компонент — белая звезда спектрального класса A0.